# Filles de Jesús (Jesuïtines)
Les Filles de Jesús, en castellà Hijas de Jesús, són un institut religiós femení de dret pontifici, concretament una congregació religiosa de germanes fundada el 1871 a Salamanca i dedicada a l'ensenyament. Anomenades popularment jesuïtines, posposen al seu nom les sigles F.I.
No s'han de confondre amb les Filles de Jesús (Verona), fundades a Verona en 1812, ni amb les Filles de Jesús de Kermaria, fundades en 1834 a la Bretanya i també dedicades a l'educació.

## Història
La congregació fou fundada a Salamanca el 8 de desembre de 1871 per Juana Josefa Cipitria y Barriola (1845-1912), amb l'ajut del sacerdot jesuïta Miguel San José Herranz (1819-1896) i el suport del bisbe de Salamanca Joaquim Lluch i Garriga, carmelita descalç. Juana havia conegut el sacerdot a Valladolid en 1868 i amb ell pensà de formar una congregació dedicada a l'educació cristiana dels nens i joves, ja que considera que és una necessitat urgent en aquell moment.
La fundadora i cinc companyes més van constituir la primera comunitat de la congregació de les Filles de Jesús, el 8 de desembre de 1871 i a l'església jesuïta de La Clerecía; van prendre l'hàbit el 31 de maig de 1872 i professaren els vots el 8 de desembre de 1873. Amb el nom de Càndida Maria de Jesús, la fundadora comença a redactar les constitucions de la nova congregació, a partir de les constitucions de la Companyia de Jesús. Aquesta vinculació amb l'orde jesuïta farà que les Filles de Jesús de Salamanca també sigui conegudes com a jesuïtines.
Les constitucions s'aprovaren el 3 d'abril de 1872 pel bisbe Lluch i Garriga: l'institut va tenir el decretum laudis papal el 6 d'agost de 1901 i les constitucions foren aprovades per la Santa Seu el 1913.
En poc temps, l'institut s'estengué, obrint escoles a: Peñaranda de Bracamonte, Arévalo, Tolosa, Segòvia, Medina del Campo, etc. El 3 d'octubre de 1911 van marxar les primeres germanes fora d'Espanya, al Brasil. Després obriren cases al Japó, Filipines, Xina, Estats Units, Cuba, República Dominicana, Veneçuela, Colòmbia, Brasil, Argentina, Bolívia, etc.

## Activitats i difusió
Les Filles de Jesús es dediquen principalment a l'educació cristiana dels joves, d'acord amb l'espiritualitat jesuïta.
Són presents a l'Argentina, Bolívia, Brasil, Xina, Colòmbia, Cuba, República Dominicana, Filipines, Japó, Itàlia, Moçambic, Espanya, Tailàndia, Taiwan i Veneçuela.
Al final de 2005 l'institut tenia 1.116 religioses en 144 cases.